# Kasakh
Kasakh (in armeno Քասախ?, conosciuto anche come Qasakh) è un comune dell'Armenia di 5 464 abitanti (2008) della provincia di Kotayk'.